# 랑데부 해싱
랑데부(Rendezvous) 또는 HRW (High Random Random Weight) 해싱 은 클라이언트가 가능한 n개의 선택지에서 k개의 선택에 대해 분산 합의를 달성할 수 있게 하는 알고리즘이다.  전형적인 예는 클라이언트가 개체들이 할당될 사이트들이 어떤 것인지 합의해야할 때이다.
일관된 해싱은 랑데부 해싱의 특수한 경우({\displaystyle k=1})이다.

## 역사
랑데부 해시는 1996년 미시간 대학교에서 David Thaler와 Chinya Ravishankar가 발명했다. 일년 후 일관된 해싱은 문헌으로 나타났다. 랑데부 해싱의 첫번째 활용 중 하나는 인터넷의 멀티 캐스트 클라이언트가 분산된 방식으로 멀티 캐스트 랑데부 지점을 식별할 수 있게 하는 것이다. 분산 캐시 조정 및 라우팅을 위해 1998년 Microsoft의 CARP ( Cache Array Routing Protocol )에 의해 사용되었다. 일부 프로토콜 독립 멀티 캐스트 라우팅 프로토콜은 랑데부 해싱을 사용하여 랑데부 지점을 선택한다.
랑데부 해싱은 모바일 캐싱, 라우터 설계, 보안 키 설정,, 샤딩 및 분산 데이터베이스를 포함한 다양한 응용 프로그램에 적용되었다.

## 개요

### 알고리즘
랑데부 해싱은 분산 해시 테이블 문제를 해결한다.
객체 O가 주어졌을 때, 클라이언트들이 n개의 사이트들(서버 등)에서 O를 배치할 위치에 대해 어떻게 합의할 것인가? 각 클라이언트는 사이트를 독립적으로 선택하지만 모든 클라이언트는 동일한 사이트를 선택해야 한다. 교란 최소화 제약을 추가하고 제거된 사이트에만 매핑된 개체를 다른 사이트에 다시 할당해야 하는 경우 이는 쉽지 않다.
기본 아이디어는 각 사이트 Sj에 각 객체 O i에 대한 점수 (무게)를 부여하고 객체를 가장 높은 점수를 내는 사이트에 할당하는 것이다. 모든 클라이언트는 먼저 해시 함수 h()에 합의해야한다. 객체 Oi에 대해 사이트 Sj는 가중치 wi,j = h (Oi , Sj )를 갖도록 정의된다. HRW는 가중치 wi, m 이 가장 큰 사이트 Sm에 Oi를 할당한다. h()는 합의되어 있기 때문에 각 클라이언트가 독립적으로 가중치들을 계산하고 가장 큰 것을 선택할 수 있다. 목표가 분산된 k-합의라면 클라이언트는 k개의 해시 값이 가장 큰 사이트를 독립적으로 선택할 수 있다.
사이트 S가 추가되거나 제거되었을 때 S에 매핑 된 개체 만 다른 사이트로 다시 매핑되어도 위의 교란 최소화 제약을 충족시킨다. HRW 할당은 사이트 집합 S1, S2, ..., SN에 대한 식별자와 할당될 객체에만 의존하기 때문에 클라이언트에 의해 독립적으로 계산될 수 있다.
HRW는 사이트마다 용량이 다를 때도 쉽게 수용한다. 사이트 Sk 가 다른 사이트의 용량의 두 배를 갖는 경우, 간단하게 Sk,1 및 Sk,2 와 같이 목록에서 Sk를 두 번 나타내면 된다. 다른 사이트보다 2배 많은 객체가 Sk에 매핑될 것이다.

### 속성
이것은 n 사이트를 해시 테이블에서 버킷으로 취급하고 객체 이름 O를 테이블로 해시하는 것으로 충분해 보일 수 있다. 그러나 사이트 중 하나라도 고장나거나 연결할 수 없는 경우, 해시 테이블 크기가 변경되어 모든 개체를 다시 매핑해야 된다. 이러한 대규모 교란은 이러한 직접 해싱이 작동하지 않게 만든다. 그러나 랑데부 해싱에서 클라이언트는 다음으로 큰 가중치를 생성하는 사이트를 선택하는 것으로 사이트 고장을 대처한다. 재매핑은 고장난 사이트에 매핑 된 개체에만 필요하며 교란은 최소화된다.
랑데부 해싱에는 다음과 같은 속성이 있다.
1. 낮은 오버헤드 : 사용된 해시 함수가 효율적이므로 클라이언트의 오버헤드가 매우 낮다.
2. 로드 밸런싱 : 해시 함수가 랜덤하므로, n개의 사이트 각각이 오브젝트 O를 할당 받을 확률이 균등하다. 따라서 사이트 전체의 하중이 균일하다.
  1. 사이트 용량 : 용량이 다른 사이트는 용량에 비례하여 사이트 목록에 표시 될 수 있다. 다른 사이트 용량의 두 배인 사이트는 목록에 두 번 표시되고 다른 모든 사이트는 한 번 표시된다.
3. 높은 적중률 : 모든 클라이언트가 동일한 사이트 S O에 객체 O를 배치하는 것에 동의하기 때문에, S O에 대한 O의 수정이나 이동 작업은 적중률의 측면에서 최대의 효율을 얻을 수 있다. 일부 교체 알고리즘에 의해 퇴거하지 않는 객체 O는 S O에서 항상 발견 될 것이다.
4. 최소 교란 : 사이트가 고장나면 해당 사이트에 매핑된 개체만 다시 매핑하면 된다. 입증된 바와 같이 교란은 최소화된다.[1][2]
5. 분산된 k -agreement : 클라이언트는 단순히 순서에서 최고의 k 사이트를 선택하여 k 개의 사이트에 분산 합의에 도달할 수 있다.[9]

## 가중 변형
랑데부 해싱의 표준 구현에서는 모든 노드가 통계적으로 동일한 수의 키를 할당 받는다. 그러나 이것은 노드들이 그들이 할당 받은 키에 사용할 수 있는 용량이 다른 경우를 고려하지 않는다. 예를 들어, 한 노드가 다른 노드보다 두 배의 저장 용량을 가진 경우 알고리즘이 이를 고려하여 용량이 큰 노드가 다른 노드보다 두 배의 키를 할당받도록 하는 것이 좋을 수 있다.
간단한 접근법은 하나의 노드에 2배의 가상 공간을 할당하여 큰 노드일 경우 더 많은 키를 받게 하는 것이다. 하지만 이러한 전략은 크기 비율이 정수가 아닐 경우 제대로 동작하지 않는다. 예를 들어 42% 더 큰 용량을 지닌 노드가 있을 경우 많은 가상 노드를 추가해야하므로 성능이 크게 저하된다. 이러한 제약을 극복하기 위해 랑데부 해싱에 대한 몇가지 수정이 제안되었다.

### 제어된 복제
확장 가능한 해싱 또는 CRUSH에서의 제어된 복제는 RUSH의 확장이다. RUSH는 해시를 이용하여 키를 탐색할 수 있는 트리를 생성하는 것으로 랑데부 해싱을 개선한다.

### 스켈레톤 기반 변형
n이 매우 클 때 스켈레톤 기반 변형은 실행 시간을 크게 향상 시킬 수 있다. 이 방법은 가상 계층 구조(스켈레톤)을 만들고 각 계층에서 HRW을 적용하여 {\displaystyle O(logn)}의 실행 시간을 가능하게 한다.

## 구현

### 가중 랑데부 해시
가중 랑데부 해시를 구현하는 파이썬 코드 : 
```
#!/usr/bin/env python

import
 
mmh3

import
 
math

def
 
int_to_float
(
value
:
 
int
)
 
->
 
float
:

    
"""Converts a uniformly random [[64-bit computing|64-bit]] integer to uniformly random floating point number on interval <math>[0, 1)</math>."""

    
fifty_three_ones
 
=
 
(
0xFFFFFFFFFFFFFFFF
 
>>
 
(
64
 
-
 
53
))

    
fifty_three_zeros
 
=
 
float
(
1
 
<<
 
53
)

    
return
 
(
value
 
&
 
fifty_three_ones
)
 
/
 
fifty_three_zeros

class
 
Node
(
object
):

    
"""Class representing a node that is assigned keys as part of a weighted rendezvous hash."""

    
def
 
__init__
(
self
,
 
name
:
 
str
,
 
seed
,
 
weight
)
 
->
 
None
:

        
self
.
name
,
 
self
.
seed
,
 
self
.
weight
 
=
 
name
,
 
seed
,
 
weight

    
def
 
__str__
(
self
):

        
return
 
"["
 
+
 
self
.
name
 
+
 
" ("
 
+
 
str
(
self
.
seed
)
 
+
 
", "
 
+
 
str
(
self
.
weight
)
 
+
 
")]"

    
def
 
compute_weighted_score
(
self
,
 
key
):

        
hash_1
,
 
hash_2
 
=
 
mmh3
.
hash64
(
str
(
key
),
 
0xFFFFFFFF
 
&
 
self
.
seed
)

        
hash_f
 
=
 
int_to_float
(
hash_2
)

        
score
 
=
 
1.0
 
/
 
-
math
.
log
(
hash_f
)

        
return
 
self
.
weight
 
*
 
score

def
 
determine_responsible_node
(
nodes
,
 
key
):

    
"""Determines which node, of a set of nodes of various weights, is responsible for the provided key."""

    
highest_score
,
 
champion
 
=
 
-
1
,
 
None

    
for
 
node
 
in
 
nodes
:

        
score
 
=
 
node
.
compute_weighted_score
(
key
)

        
if
 
score
 
>
 
highest_score
:

            
champion
,
 
highest_score
 
=
 
node
,
 
score

    
return
 
champion

```

 WRH의 출력 예 : 
```
[GCC 4.2.1 Compatible Apple LLVM 6.0 (clang-600.0.39)] on darwin

Type "help", "copyright", "credits" or "license" for more information.

>>> 
import
 
wrh

>>> 
node1
 
=
 
wrh
.
Node
(
"node1"
,
 
123
,
 
100
)

>>> 
node2
 
=
 
wrh
.
Node
(
"node2"
,
 
567
,
 
200
)

>>> 
node3
 
=
 
wrh
.
Node
(
"node3"
,
 
789
,
 
300
)

>>> 
str
(
wrh
.
determine_responsible_node
([
node1
,
 
node2
,
 
node3
],
 
'foo'
))

'[node3 (789, 300)]'

>>> 
str
(
wrh
.
determine_responsible_node
([
node1
,
 
node2
,
 
node3
],
 
'bar'
))

'[node3 (789, 300)]'

>>> 
str
(
wrh
.
determine_responsible_node
([
node1
,
 
node2
,
 
node3
],
 
'hello'
))

'[node2 (567, 200)]'

```